# Anne Provoost
Anne Provoost (Poperinge, 26 de julio de 1964) es una novelista flamenca. 
Creció en Flandes Occidental en una familia de cuatro hermanos, y estudió filología germánica en las universidades de Lovaina, y pedagogía en Minneapolis a donde se mudó con su marido cuando él estudiaba litertura americana. 
En su obra aborda temas como el incesto y el racismo. Sus libros han conocido un gran éxito en el mundo neerlandófono y es miembro de la Real Academia de lengua y literatura neerlandesas. Se presentó en 2007 como candidata del Groen!